# Bertold Hummel

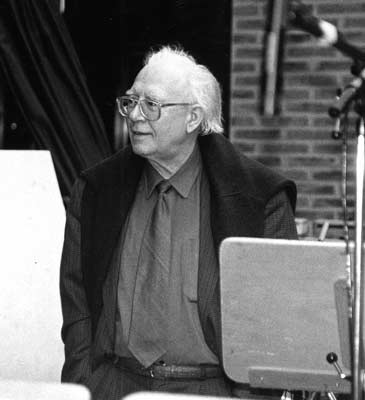
Bertold Hummel (1994)

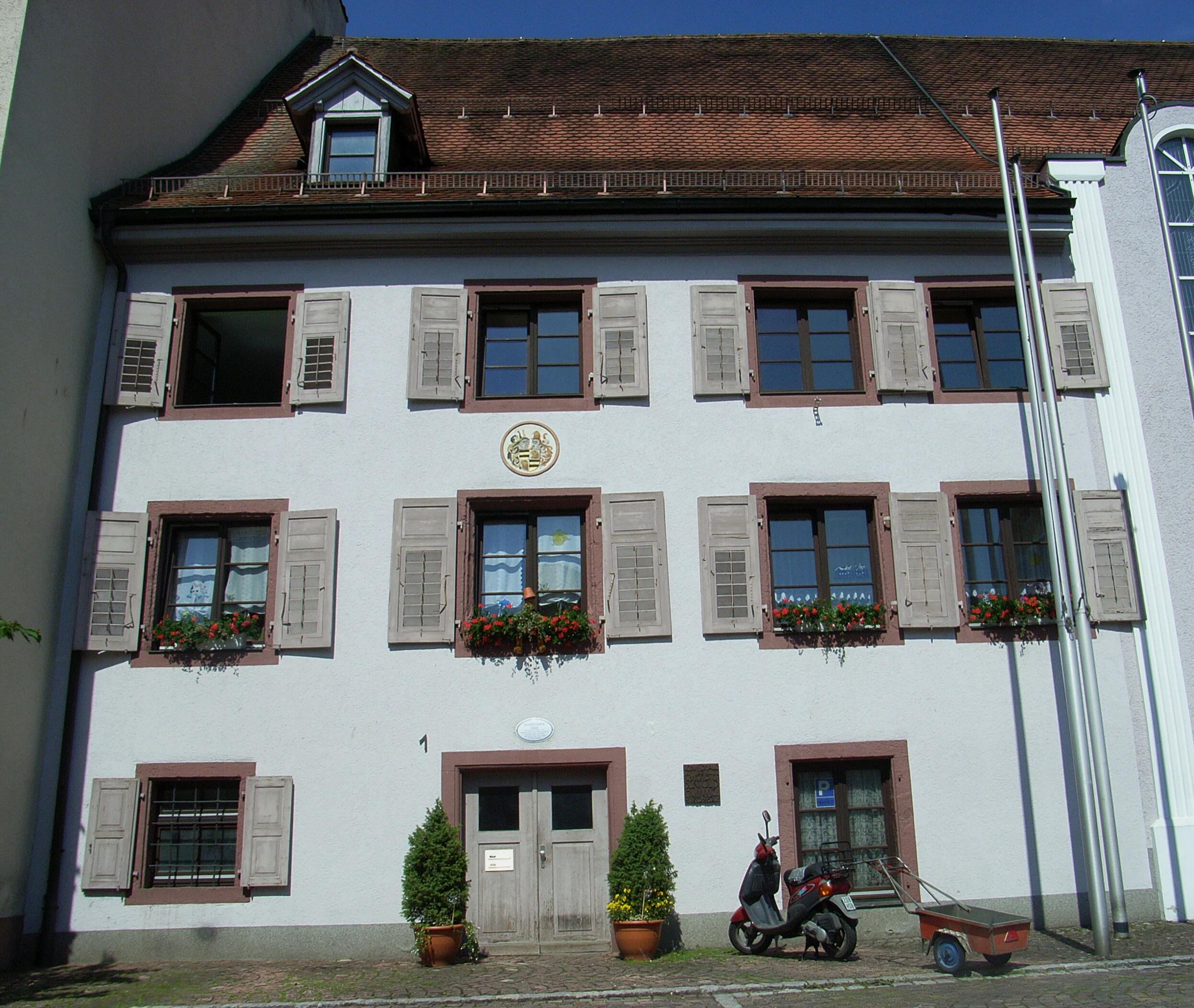
Das Geburtshaus Bertold Hummels in Hüfingen.

Bertold Hummel (* 27. November 1925 in Hüfingen; † 9. August 2002 in Würzburg) war ein deutscher Komponist Neuer Musik.

## Leben
Hummel war der Sohn des Lehrers, Chorleiters und Organisten Gustav Hummel und dessen Ehefrau Cleopha geb. Bernhard. 1932 zog die Familie nach  Merzhausen bei Freiburg im Breisgau um, wo sein Vater die Stelle eines Rektors übernahm. Ersten Klavierunterricht erhielt Hummel bei seinem Vater. Während des Zweiten Weltkriegs wurde er zum Arbeits- und Wehrdienst eingezogen und geriet in Kriegsgefangenschaft. Sein Abitur legte er deshalb erst im Jahr 1947 ab und studierte anschließend von 1947 bis 1954 an der Musikhochschule Freiburg Komposition bei Harald Genzmer und Violoncello bei Atis Teichmanis.
In den Jahren 1954 bis 1956 unternahm Hummel Konzertreisen als Komponist und Cellist. 1956 bis 1963 wirkte er als Kantor an der Freiburger Kirche St. Konrad, als freier Mitarbeiter des Südwestfunks und als Cellist im Sinfonieorchester des Südwestfunks Baden-Baden und im Philharmonischen Orchester Freiburg. 1963 wurde er als Kompositionslehrer an das damalige Bayerische Staatskonservatorium der Musik in Würzburg berufen, aus dem später die heutige Hochschule für Musik Würzburg hervorging. Von 1963 bis 1988 leitete er als Nachfolger von Rochus Gebhardt das Studio für Neue Musik Würzburg.
Im Jahr 1973 wurde Hummel zum Professor der Hochschule für Musik Würzburg ernannt und leitete dort eine Kompositionsklasse. Von 1979 bis zu seiner Emeritierung 1987 war er Präsident der Hochschule und seit 1988 deren Ehrenpräsident. Zudem war er seit 1982 Mitglied der Bayerischen Akademie der schönen Künste. Er hielt Gastvorträge und reiste zu Aufführungen seiner Werke in Europa, Australien, Ägypten, Südafrika, in der GUS und in den USA.
Zu seinen Schülern zählen unter anderem Jeff Beer, Volker Felgenhauer, Armin Fuchs, Stefan Hippe, Claus Kühnl, Horst Lohse, Klaus Ospald, Rainer Pezolt, Rolf Rudin, Tobias PM Schneid, Ulrich Schultheiss und Franz Erasmus Spannheimer. 
Hummel war seit 1955 mit der Geigerin Inken Steffen verheiratet, aus der Ehe gingen sechs Söhne hervor, darunter Stefan David Hummel. Bertold Hummel verstarb im August 2002 in Würzburg im Alter von 76 Jahren.

## Werke
- Der Schrein der Märtyrer, Oratorium op. 90
- Des Kaisers neue Kleider, Kammeroper op. 10
- Drei Ballette: 
  - Episoden op. 23
  - Die letzte Blume op. 55
  - Faustszenen op. 72
- Drei Sinfonien
  - Sinfonie für Streicher op. 20
  - Reverenza op. 30
  - Jeremias op. 100
- Visionen nach der Apokalypse des Hl. Johannes für großes Orchester op. 73
- Sinfonietta für großes Blasorchester op. 39
- Konzerte für Soloinstrumente und Orchester (Schlagzeugkonzert op. 70)
- Musica Urbana op. 81c für Blasorchester
- Acht Fragmente aus Briefen von Vincent van Gogh op. 84
- Messen, Kantaten, Motetten, Liederzyklen, Kammermusik, Orgelwerke, Filmmusiken, elektronische Kompositionen und Musik für Kinder.

## Auszeichnungen
- 1956: Stipendiat des Bundesverbandes der deutschen Industrie
- 1960: Kompositionspreis der Stadt Stuttgart
- 1961: Robert-Schumann-Preis der Stadt Düsseldorf
- 1968: Stipendium: Cité Internationale des Arts Paris
- 1982: Mitglied der Bayerischen Akademie der Schönen Künste
- 1985: Bundesverdienstkreuz 1. Klasse
- 1988: Kulturpreis der Stadt Würzburg
- 1995: Orlando-di-Lasso-Medaille des Allgemeinen Cäcilien-Verbands (ACV)
- 1996: Friedrich-Baur-Preis der Bayerischen Akademie der schönen Künste
- 1998: Kulturpreis der Deutschen Katholiken[4]
- 1998: Gregoriusorden[4]